# Brividi
«Brividi» (укр. «Тремтіння») — сингл італійських співаків Махмуда та Бланко, з яким вони представляють свою країну на Пісенному конкурсі Євробачення 2022 в Турині, після перемоги на Фестивалі Санремо 2022. Пісня розповідає про кінець історії кохання двох людей. «Brividi» побила рекорд за кількістю трансляцій за один день на Spotify в Італії та очолила офіційні хіт-паради Італії та Швейцарії. Сингл увійшов до першої десятки найкращих у Сан-Марино, Литві, Ізраїлі та потрапив у чарти у чотирьох інших країнах, а також чотири рази отримав платиновий сертифікат в Італії.

## Історія
Бланко розповів про народження співпраці з Махмудом в інтерв’ю Corriere della Sera: «Ми випадково зустрілися цього літа в студії Мікеланджело (Мікеля Зокка) у Весковато, провінції Кремона. Приспів народився з неправильного акорду на фортепіано. Потім кожен із нас працював над віршами, щоб розповісти не лише про кохання, а й про почуття відповідно до наших точок зору».

## Пісенний конкурс Євробачення

### Відбір
«Brividi» була випущена на Island Records та Universal Music 2 лютого 2022 року і була виконана Махмудом та Бланко на музичному фестивалі в Санремо 2022, щорічній національній музичній події Італії, яка також викорстовується як пропозиція переможцю виступити від Італії на Пісенному конкурсі Євробачення. Пісня «Brividi» виграла відбір, а виконавці прийняли запрошення щодо участі на конкурсі в Турині у своїй рідній країні.

### На Євробаченні
Італія автоматично кваліфікувалася до фіналу конкурсу одночасно як країна-господарка конкурсу та країна "Великої п'ятірки". У фіналі Євробачення 2022, який відбувся 14 травня, «Brividi» посіла 6-е місце в загальному заліку з 268 балами (158 від журі та 110 від глядачів). 

## Чарти
| Чарт                                | Позиція |
| ----------------------------------- | ------- |
| Euro Digital Song Sales (Billboard) | 1       |
| Global 200 (Billboard)              | 15      |
| Ізраїль (Media Forest)              | 4       |
| Ісландія (Plötutíðindi)             | 8       |
| Іспанія (PROMUSICAE)                | 95      |
| Італія (FIMI)                       | 1       |
| Литва (AGATA)                       | 3       |
| Люксембург (Billboard)              | 11      |
| Нідерланди (Dutch Single Tip)       | 24      |
| Португалія (AFP)                    | 170     |
| Сан-Марино (Radio San Marino RTV)   | 2       |
| Хорватія (HRT)                      | 21      |
| Швеція (Sverigetopplistan)          | 59      |
| Швейцарія (Schweizer Hitparade)     | 1       |